# Sajolida de bosc
La sajolida de bosc (Satureja montana) és una planta aromàtica perenne dins la família de les lamiàcies. És una planta nativa de les regions temperades i càlides del sud d'Europa, incloent el mediterrani ibèric. És un subarbust semiperennifoli que arriba a fer 40 cm d'alt. Les fulles són oval-lanceolades, 1–2 cm de llargada i de 5 cm d'amplada. Les flors són blanques.

## Cultiu i usos
És fàcil de cultivar, és una planta atractiva per usar en les vores de qualsevol hort de plantes aromàtiques o culinàries. Li cal, com a mínim, sis hores de sol al dia i un terra que dreni bé. S. montana 'Nana' és una cultivar nan. En climes temperats entra en dormància durant l'hivern i li cauen les fulles, les quals tornen a sortir a la primavera sense necessitat d'esporgar-li les tiges. Resisteix força les glaçades. La collita es fa a l'estiu quan és florida i es pot usar fresca o assecada.
La sajolida de bosc i la sajolida de jardí s'han utilitzat pel seu gust lleugerament picant i, a més de ser una de les herbes de les olives tradicionals, acompanyen bé qualsevol plat de bolets, amanides de patates o dins d'embotits i els frankfurts alemanys.
També es fa servir cultivada al costat de les mongeteres per allunyar-ne el corcó i en els rosers redueix la malaltia del míldiu i l'atac dels pugons (àfids).

## Ús medicinal

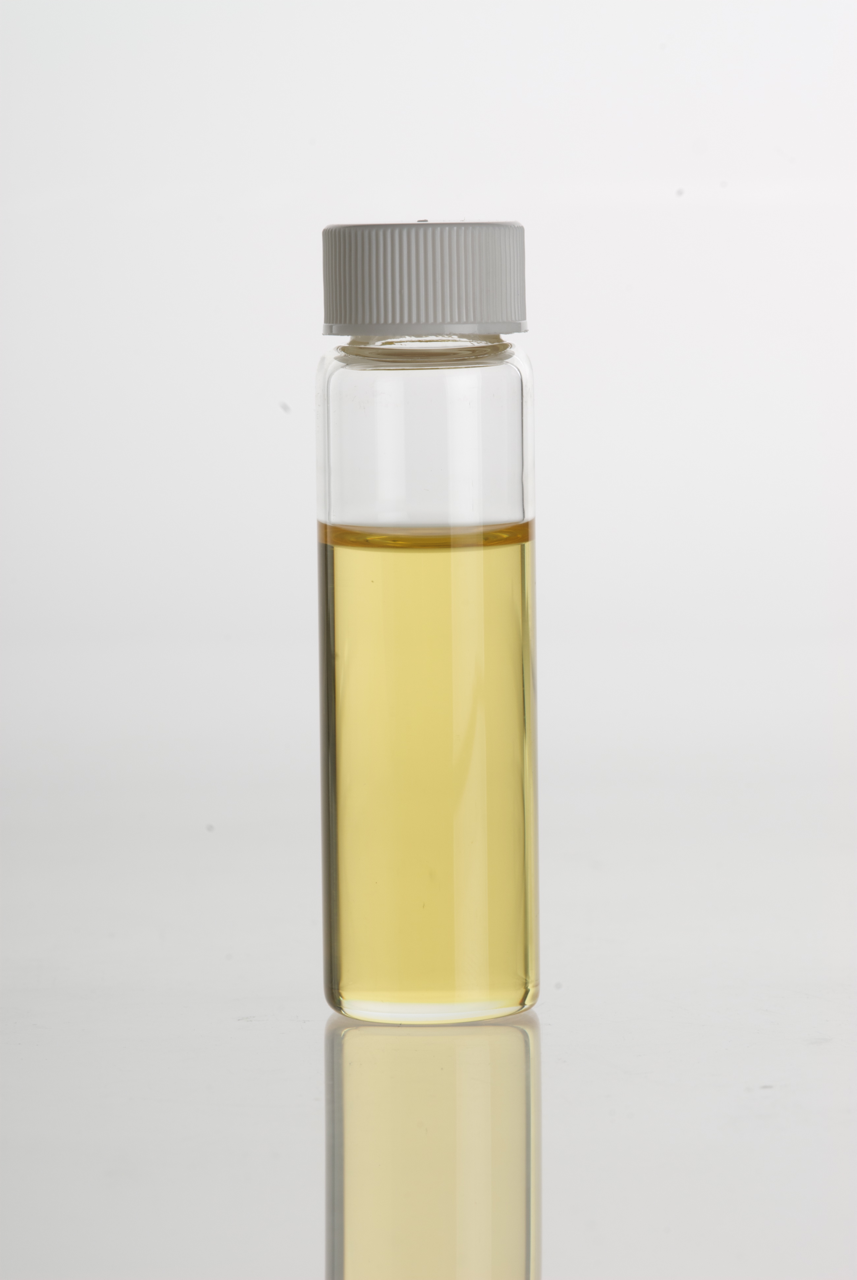
Oli essencial de Satureja montana

S'ha suggerit que la Satureja montana té propietats antisèptiques, aromatitzants, carminativa, i bona per la digestió. També s'usa com expectorant. Les seves virtuts són superiors a les de la sajolida de jardí. Presa internament s'ha dit que és un remei pels còlics i un guariment de la flatulència i per altres afeccions intestinals o pels dolors de la menstruació, però no es prescriu en dones embarassades. En fitoteràpia tradicional la sajolida de jardí es considera afrodisíaca i, al contrari, la sajolida de bosc seria anafrodisíaca (inhibidora del desig sexual).
L'oli essencial medicinal inhibeix el creixement de Candida albicans i també es fa servir per combatre l'alopècia.